# CUBE
Cube — німецька компанія, виробник і постачальник велосипедів і аксесуарів. Повне юридичне найменування — Pending System GmbH & Co. KG. Штаб-квартира і виробництво розташовані в місті Вальдерсгоф (Німеччина, Баварія). Крім власного складального виробництва, компанія має власний відділ розробляння і проектування, випробувальний тестовий центр, спортивну команду, розгалужену міжнародну дилерську мережу (у понад 33 країнах[джерело?]).

## Історія
Компанію Cube заснував, ще будучи студентом, Маркус Пюрнер. Почав він з того, що закуповував рами в Азії і збирав на їх базі велосипеди, щоб доходами з продажів оплачувати своє навчання. Спочатку все виробництво займало 50 м² в одному з приміщень меблевої фабрики його батька.
В даний час компанія як і раніше базується в тому ж Вальдерсгофі, проте виробничі потужності збільшилися до 20000 м², оборот перевищив 30 млн євро, а велосипеди Cube поставляються більш ніж в 33 країни світу. 
Динаміка розвитку Cube: 1993: 1 співробітник / 500 велосипедів; 2003: Додати 35 співробітників / 36000 велосипедів; 2010: Додати 200 співробітників / 260000 велосипедів; 2012: 250 співробітників / 325000 велосипедів; 2013: 300 співробітників / 415000 велосипедів.

## Діяльність
В даний час Cube виробляє і продає велосипеди практично будь-якого різновиду (див. Продукція, що випускається). Також компанія поставляє фірмові аксесуари Cube, велоодяг та екіпірування. Географія велосипедів Cube: Розробка — Німеччина. Всі велосипеди Cube беруть початок виключно у власному центрі розробки в Вальдерсгофі. Деякі моделі розроблені за участю професійних спортсменів. Наприклад, Cube TWO15 розроблений у тісній співпраці з Андре Вагенкнехт, Чемпіоном Німеччини з даунхілу. Над створенням нових моделей трудяться 7 інженерів і два дизайнера рам Cube, один з інженерів займається виключно тестуванням. Зварка / фарбування рам — кілька спеціалізованих заводів в Азії. Збірка — Вальдерсгоф, Німеччина.
Компанія Cube — щорічний учасник найбільшої європейської велосипедної виставки Eurobike.

## Продукція, що випускається
Компанія Cube випускає широкий асортимент велосипедів, в який входять наступні моделі:
- Гірські хардтейли: лінійки Elite Super HPC, Reaction GTC, Reaction, LTD, Acid, Attention, Analog, Aim;

- Гірські двоподвісні: лінійки AMS Super HPC, AMS, Sting, Stereo, Fritzz, Hanzz, TWO 15, XMS;

- Дорожні велосипеди: лінійки Litening Super HPC, Agree GTC, Agree, Aerium, Peloton, Cross;

- 29er: лінійки Elite 29 Super HPC, AMS 29, EPO 29, Reaction 29 GTC, LTD 29, Acid 29, Attention 29, Analog 29;

- Міські та турінгових: лінійки Kathmandu, Editor, Delhi, SL Cross, Hyde, Curve, Touring CC, Cross CC, LTD CLS, Nature, Tonopah, Cross, Town, Travel, SL Cross;

- Електровелосипеди: лінійка EPO;

- Жіночі велосипеди: сімейство WLS;

- Дитячі велосипеди.

У 2018 році компанія Cube і бангладешський виробник дешевих велосипедів Meghna заснували спільне підприємство з випуску велосипедів під назвою Hana System Ltd. Підприємство, 70% якого належить компанії Cube, а 30% - компанії Meghna, буде випускати велосипеди середнього цінового діапазону для експорту в Європу [6].

## Спортивна програма
Велогонщики Cube беруть участь у багатьох значущих змагання з велосипедного спорту. До 2010 року включно заводська підтримка Cube була адресована команді Rothaus-Cube.  
В даний час компанія підтримує заводську команду Cube Action Team , одним з лідерів якої є Андре Вагенкнехт - чемпіон Німеччини по даунхілу 2008 р. 
Підтримка Cube також здійснюється для наступних команд: 
- Біатлоністи збірної команди Німеччини ;
- Професійна велокоманда STRASSACHER  [Архівовано 24 жовтня 2020 у Wayback Machine.];
- Молодіжна команда MHW Cube Racing Team [недоступне посилання];
- Молодіжна команда популярного німецького веложурнала BIKE  [Архівовано 31 жовтня 2020 у Wayback Machine.].

## Спортсмени CUBE
- Лотар Ледер[de] (нім.) — Переможець Ironman, з результатом менше ніж 8 годин;
- Ніколь Ледер[de] (нім.) — Багаторазова переможниця Ironman;
- Удо Больц[en] (англ.) — Учасник Tour de France дванадцять років поспіль, переможець Transalp;
- Ніко Лау (Cube Action Team) — Переможець Megavalanche La Reunion.